# 帕克 (堪薩斯州林縣)
帕克（英語：Parker）是一個位於美國堪薩斯州林縣的城市。

## 地方資料
根據2020年美國人口普查的數據，帕克的面積為0.73平方千米，當中陸地面積為0.73平方千米，而水域面積為0.00平方千米。當地共有人口241人，而人口密度為每平方千米330.14人。